# Elena Croce
Elena Croce (Napoli, 3 febbraio 1915 – Roma, 20 novembre 1994) è stata una traduttrice, scrittrice e ambientalista italiana.

## Biografia
Figlia primogenita di Benedetto e Adele Rossi, si laureò in giurisprudenza a vent'anni, nel 1935, con una tesi sui Parlamenti aragonesi. Incominciò a lavorare come germanista, traducendo autori tedeschi. Nel 1937 si è sposata con Raimondo Craveri, da cui ha avuto due figli, Piero e Benedetta. Per il suo matrimonio, il poeta Achille Geremicca, amico di famiglia, compose una raccolta di versi d'occasione.
Trasferitasi a Roma prima della fine della Seconda guerra mondiale, tra il 1948 e il 1955 condivise con il marito la direzione del mensile letterario «Lo Spettatore italiano», mentre il suo salotto cominciava ad essere frequentato da «un insieme cosmopolita» di studiosi, scrittori, artisti e personaggi di prestigio, sia europei sia americani.
A lei si deve, nel 1957, il riconoscimento del valore de Il Gattopardo: il manoscritto di Tomasi di Lampedusa - che era stato rifiutato sia da Mondadori sia, per via del giudizio negativo di Elio Vittorini, da Einaudi - fu inviato dalla scrittrice all'amico Giorgio Bassani, che lo fece pubblicare da Feltrinelli nel 1958.
Dalla fine degli anni cinquanta, accanto alle traduzioni e alla saggistica intraprese anche un'attività di scrittrice tout court, rivolgendosi in particolare alla memorialistica.
Nello stesso periodo ha rivolto attenzione alle istanze dell'ambientalismo. Nel 1956 ha fondato, assieme ad alcuni intellettuali, fra i quali lo stesso Bassani, l'associazione Italia Nostra. In tal senso si è resa protagonista di una serie di iniziative significative per la difesa dell'ambiente, come le battaglie contro il Mostro di Fuenti e contro l'abusivismo nel Parco Nazionale d'Abruzzo ricordate, tra l'altro, nel volume La lunga guerra per l'ambiente del 1979. Denunciò spesso sui quotidiani le incurie ambientali in Italia, in particolare su Il Globo durante la direzione di Mario Pirani, spesso in collaborazione con Muzi Epifani.
Il suo archivio è depositato presso la Fondazione Biblioteca Benedetto Croce, che ha contribuito a costituire. Ha inoltre partecipato alla fondazione, nel 1975, dell'Istituto Italiano per gli Studi Filosofici.

## Opere principali

### Saggi e memorie
- Poeti e scrittori tedeschi dell'ultimo Settecento, Laterza, Bari 1951.
- Romantici tedeschi ed altri saggi, Edizioni scientifiche italiane, Napoli 1962.
- Francesco De Sanctis, con Alda Croce, Utet, Torino 1964.
- Leo Longanesi. Un maestro della nostra editoria, Elsinore editrice, Roma 1964.
- Lo snobismo liberale, Arnoldo Mondadori, Milano 1964; poi Adelphi, Milano 1990.
- Ricordi familiari, Vallecchi, Firenze 1962.
- L'infanzia dorata, Adelphi, Milano 1966.
- Silvio Spaventa, Adelphi, Milano 1969.
- In visita, Mondadori, Milano 1972.
- La patria napoletana, A. Mondatori, Milano 1974; poi Adelphi, Milano 1999
- Periplo italiano. Note sui narratori italiani dei primi secoli, A. Mondadori, Milano 1977.
- L'infanzia dorata e ricordi familiari, Adelphi, Milano 1979.
- La lunga guerra per l'ambiente, A. Mondadori, Milano 1979.
- Il congedo del romanzo, A. Mondadori, Milano 1982.
- Due città, Adelphi, Milano 1985.
- Il romanticismo spagnolo. La splendida eredità di un romanticismo povero, Bulzoni, Roma 1986.

### Traduzioni
- Geoffrey Scott, L'architettura dell'umanesimo. Contributo alla storia del gusto, Laterza, Bari 1939.
- Robert Vischer, Raffaello e Rubens. Due saggi di critica d'arte, Laterza, Bari 1945.
- Summer Welles, Ore decisive, Einaudi, Torino 1945.
- Herbert Lionel Matthews, I frutti del fascismo, Laterza, Bari 1945.
- Jean Paul, Siebenkäs. Fiori, frutti e spine, ossia vita coniugale, morte e nozze dell'avvocato dei poveri F. St. Siebenkäs, Bari, Gius. Laterza & figli, 1948.
- Richard Friedenthal, Goethe. La vita e i tempi, Mursia, Milano 1966.
- Hugo von Hofmannsthal, Canto di vita e altre poesie, Einaudi, Torino 1971.
- Adam Mickiewicz, I sonetti di Crimea e altre poesie, a cura di Elena Croce e Elisabetta Cywiak, Adelphi, Milano 1977
- Christoph Martin Wieland, Oberon. Poema eroico romantico in dodici canti, Rizzoli, Milano 1993.

### Curatele
- Federigo Verdinois, Profili letterari e ricordi giornalistici, Le Monnier, Firenze 1949.
- Poeti del Novecento italiani e stranieri. Antologia, Einaudi, Torino 1960.
- Narratori meridionali dell'Ottocento, con Alda Croce, Utet, Torino 1970
- Lettere di Silvio Spaventa a Benedetto Croce (1883-1892), con Alda Croce, in Un augurio a Raffaele Mattioli, Sansoni, Firenze 1970.
- Adam Mickiewicz, I sonetti di Crimea e altre poesie, con E. Cywiak, Adelphi, Milano 1977.
- Salvatore Di Giacomo, Poesie e prose, con Lanfranco Orsini, Arnoldo Mondadori, Milano 1977.